# Närke
För andra betydelser, se Närke (olika betydelser).
Närke (äldre stavning: Nerike) är ett landskap i Svealands inland. Ytan är 4 126 km² (minst i Svealand) och ett av de minsta i Sverige. Närke gränsar i sydväst till Västergötland, i nordväst till Värmland, i norr till Västmanland, i öster till Södermanland och i sydöst till Östergötland.  
Den äldre stavningen Nerike lever kvar bland annat i tidningen Nerikes Allehandas namn.

## Etymologi
Namnet Närke (Neeric 1165–81) anses komma av ett ord, när, som används om smala höjdsträckningar och sund. Det är samma ord som finns i namnet Norrbyås (Nerboahs 1275). ”När-” kan syfta på åsen där Norrbyås kyrka ligger. Vad resten av ortnamnet betyder är inte klarlagt. Landskapet omnämns i Florenslängden från 1103, i sin latinska form Nehr.

## Historia

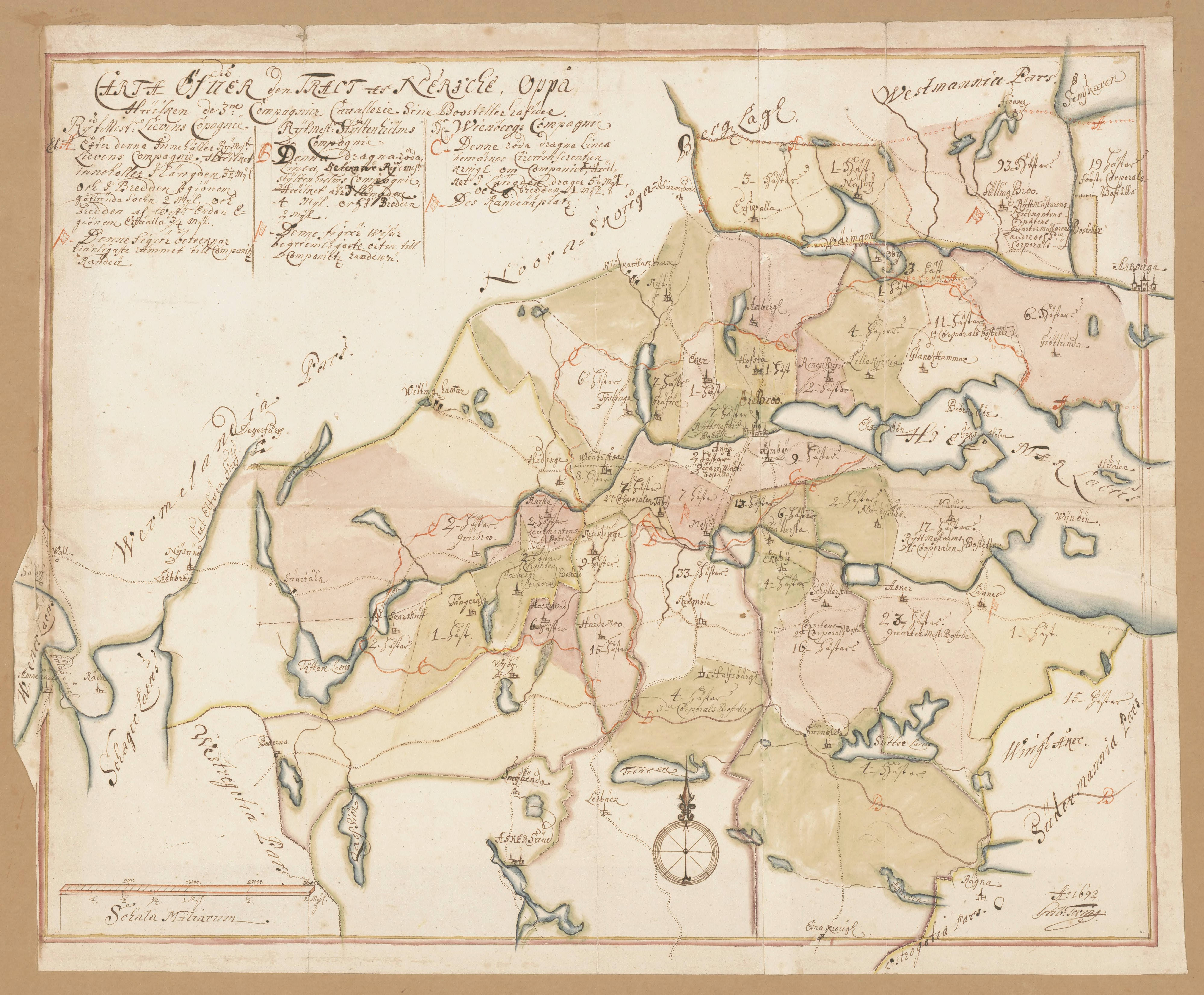
Karta över delar av Närke, 1692

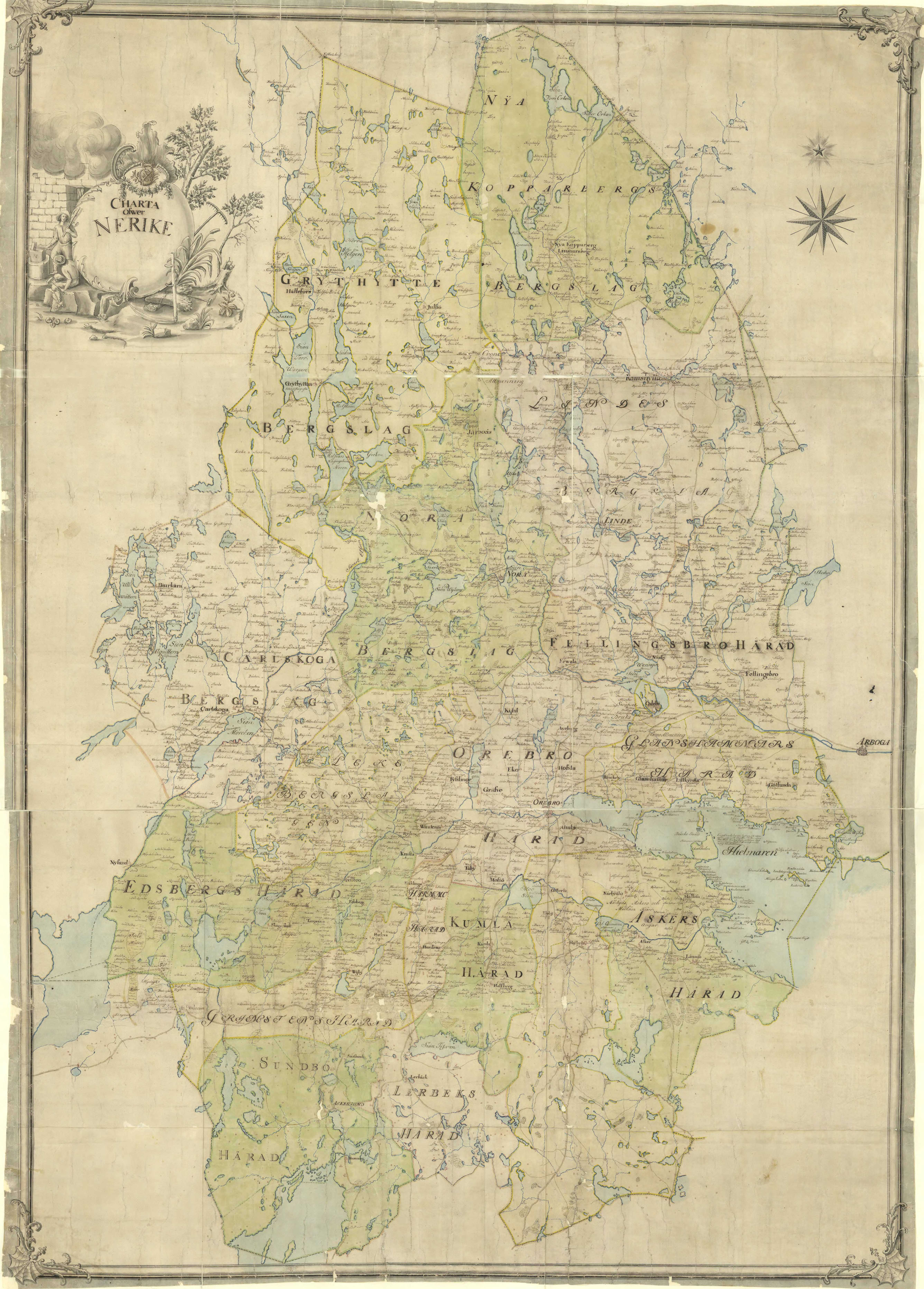
Karta över Närke från 1700-talet.

I landskapet finns 5 200 bevarade fornlämningar. Med övergången till bondenäring omkring 4000 f.Kr. ökar fynden märkbart, exempelvis av importerade flintyxor. Från slutet av bondestenåldern är ett mindre antal av hällkistor, vars form skiljer sig en del från den allmänna formen i södra Sverige, och de är några av de nordligaste förekomsterna av hällkistor i landet. Även bronsåldern och järnåldern har fornminnen av de vanliga slagen, samt enstaka mer unika fynd.  
Närke vid Hjälmarens och Vätterns utvikningar var emellertid ett omtvistat gränsområde som länge sammanräknades med Götalandet och hörde till dess rike.
Slättbygderna i Närke befolkades tidigt, och här finns många fornlämningar, till exempel domarringar och även runstenar som Nasta runsten. Ett flertal fornborgar finns runt om en del slättbygder varav Tarstaborg i Sköllersta är mycket stor och välbyggd. Troligen tillhör den mitten av järnåldern och bör vara samtida med de fåtal kungshögar som finns i landskapet.
De tidigaste uppgifterna om Närkes omfattning från början av 1300-talet anger ungefär samma gränser som nu. I norr räknades emellertid även Noraskog till Närke. Närke, som ursprungligen var delat i tre tredingar, utgjorde en egen lagsaga och ägde en lagbok, som stadfästes av Magnus Ladulås men som senare gick förlorad. Landskapstingen hölls under 1300-talet i Mosås och Kumla, senare i Örebro. Den kungliga förvaltningen utövades av fogden på Örebro slott. Närke tillhörde från 1170 Strängnäs stift. Skattepersedlarna var korn, smör och fläsk samt i landskapets bergslagstrakter osmundjärn. Antalet hushåll i Närke uppskattades 1570 till omkring 3 400, motsvarande en befolkning på bortåt 20 000. 
Närke utgjorde 1525–1554 förläning åt marsken Lars Siggesson; det tillhörde hertig Karls hertigdöme och sedermera Karl Filips.

Begravningsbanér, Närke, fört i Karl X Gustavs begravningståg 1660.

## Indelningar

### Indelningar före 1654

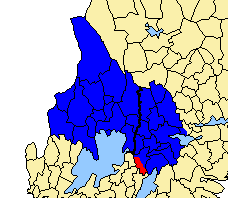
Närkes och Värmlands län 1654-1779. Blått var Närkes och Värmlands län. Rött är Tiveden som 1967 lades till Örebro län.

Närkes omfattning var från början av 1300-talet ungefär som nu. I norr räknades emellertid även Noraskog intill 1570-talet till Närke. Närke var ursprungligen delat i tre tredingar och utgjorde en egen lagsaga, Närkes lagsaga. Ur lagsagan överfördes 1617 Noraskogs socken till Västmanlands och Dalarnas lagsaga. 1817 tillfördes Karlskoga härad till lagsagan och 1827 resten av Värmland, varvid lagsagans namn ändrades till Närkes och Värmlands lagsaga. Alla Närkes härader förutom Sundbo (och Noraskog) ingick i Örebro slottslän.
Från 1634 till 1639 var Närke en del av Närkes och Värmlands län som då bestod av Närke, Värmland, Dalsland och Västmanlandsdelen av nuvarande Örebro län, förutom Fellingsbro härad.
År 1639 bildades Örebro län och omfattade då Närke och delar av Västmanland.
År 1654 inkorporerades Värmland i länet, varvid återbildades Närkes och Värmlands län.

### Indelningar efter 1654

#### Län
Mellan 1654 och 1779 ingick Närke i Närkes och Värmlands län för att från 1779 ingå i Örebro län.
Områden i Närke som sedan överförts till andra län:
- År 1878 överfördes Regna skate i Övre Svennevads eller Bo socken till Regna socken i Östergötlands län. I Regna skate ingick gårdarna Tyrisfall, Anderstorp, Djurslanda, Mörtsjö, Malma och Botten. Området tillhör sedan 1971 Finspångs kommun.
- År 1890 överfördes en mindre del av Askers socken till Västra Vingåkers socken i Södermanlands län. Området tillhör sedan 1971 Vingåkers kommun.
- År 1974 överfördes Götlunda socken till Västmanlands län och Arboga kommun.

#### Härader och socknar
Socknarna listas i häradsartiklarna 
- Askers härad
- Edsbergs härad
- Glanshammars härad
- Grimstens härad
- Hardemo härad
- Kumla härad
- Sköllersta härad
- Sundbo härad
- Örebro härad

Dessutom ligger Örebro stad inom landskapet men utanför häraderna och med egen jurisdiktion (Örebro rådhusrätt) och fögderi, Örebro stads fögderi. Samma med Askersunds stad som hade egen jurisdiktion till 1948 (Askersunds rådhusrätt) då staden lades under Västernärkes domsaga. 1942 bildades Kumla stad som saknade egen jurisdiktion.

#### Fögderier, domsagor, tingslag och tingsrätter
Se respektive härad.

#### Kommuner 1952 från 1971

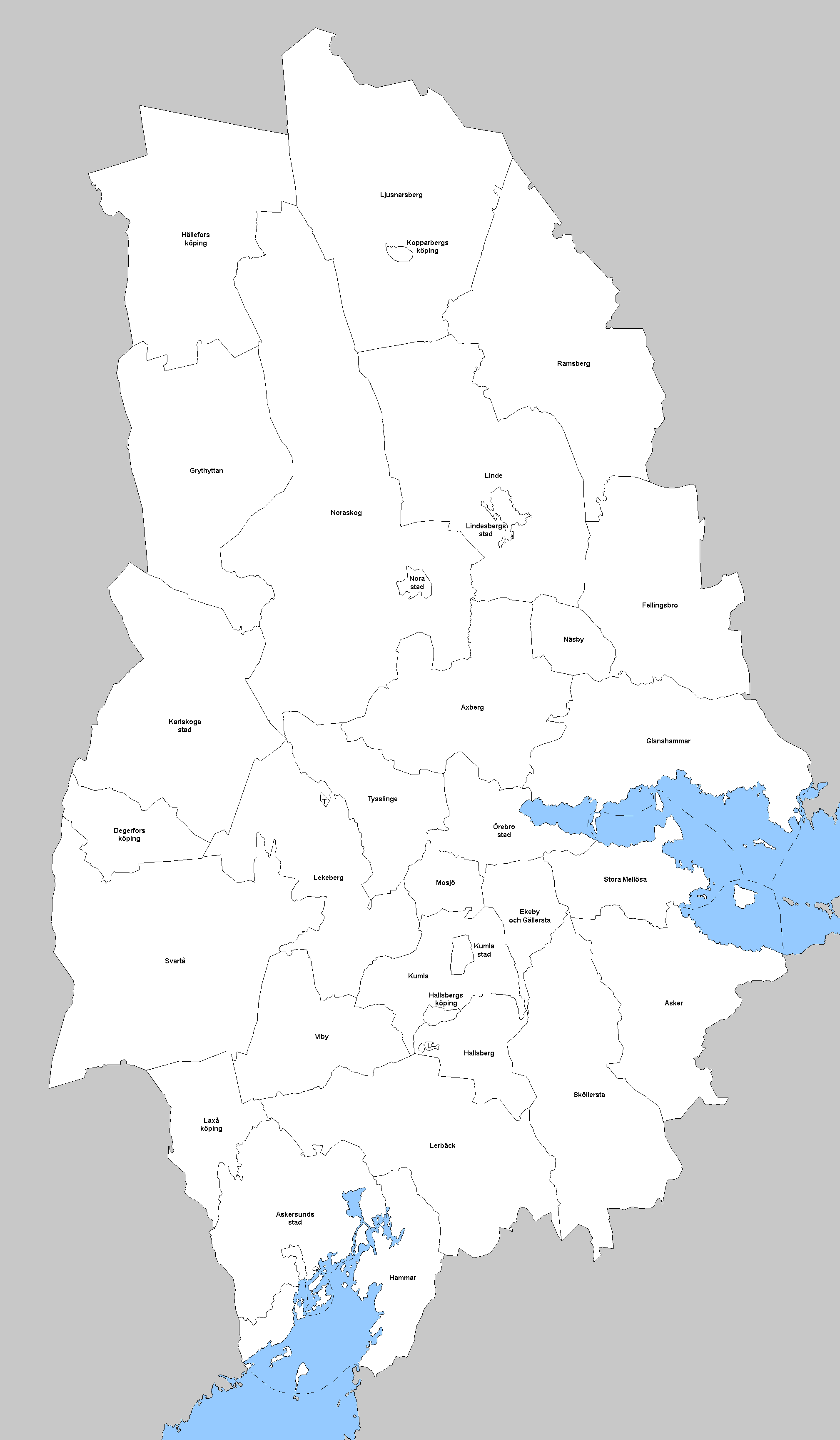
Kommuner i Örebro län 1952.
Notera att länsgränsen har ändrats sen dess. Tivedens landskommun mottogs från Skaraborgs län på 1970-talet. Samtidigt överfördes delar av Glanshammars landskommun (Götlunda församling) till Västmanlands län.

Landskapet bestod 1952 till 1971 av följande kommuner:
Städer (3 st):
| - Askersunds stad - Kumla stad - Örebro stad |

Köpingar (2 st):
| - Hallsbergs köping - Laxå köping |

Landskommuner (15 st):
| - Askers landskommun - Axbergs landskommun - Ekeby och Gällersta landskommun - Glanshammars landskommun - Hallsbergs landskommun - Hammars landskommun - Kumla landskommun - Lekebergs landskommun | - Lerbäcks landskommun - Mosjö landskommun - Sköllersta landskommun - Stora Mellösa landskommun - Svartå landskommun (huvuddelen) - Tysslinge landskommun - Viby landskommun |

#### Kommuner efter 1971
- Askersunds kommun
- Laxå kommun (huvuddelen)
- Degerfors kommun (mindre del)
- Karlskoga kommun (mindre del)
- Lekebergs kommun
- Kumla kommun
- Örebro kommun
- Arboga kommun (mindre del)
- Hallsbergs kommun

dessutom mycket små områden i Vingåkers kommun och Finspångs kommun

## Geografi

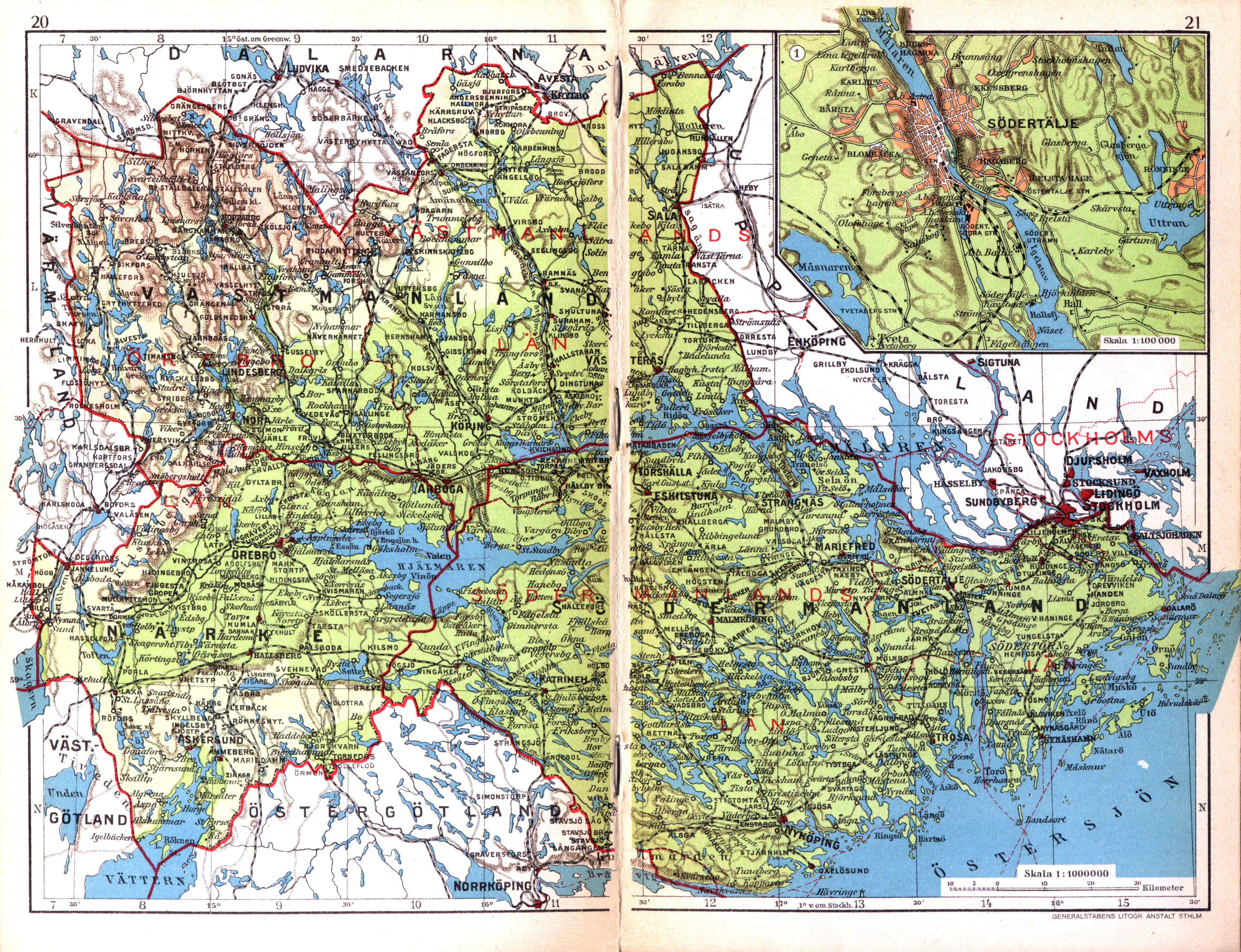
Karta över Närke, S-manland och V-manland från 1928

### Topografi
De mellersta delarna av Närke upptas av Närkeslätten, en bördig och uppodlad slätt söder och väster om Hjälmaren. Slätten fortsätter in i såväl Västmanland som Södermanland. I norr finns Käglans skogsplatå (111 meter över havet), som i sin nordligaste del stupar brant ner mot Arbogaån. I västra delen av Närke finns en markerad bergshöjd, Kilsbergen, som också fortsätter in i Värmland och Västmanland. I Kilsbergen återfinns Närkes högsta topp, Tomasbodahöjden, 298 meter över havet Där återfinns också Lekebergslagen. Söder om Kilsbergen vidtar skogen Tiveden, och där går gränsen mot Västergötland. I söder har Närke strandlinje mot Vättern. Här finns en mindre insjöskärgård. På gränsen mellan Närke och Östergötland ligger den karga och ödsliga bergssträckningen Tylöskogen. Vätterbygden med Askersund som centrum har svaga kontakter med resten av Närke. Istället är förbindelserna sedan gammalt riktade mot Västergötland och Östergötland.
De största vattendragen i Närke är Letälven, som utgör gräns mot Värmland, och Arbogaån, som utgör gräns mot Västmanland. Det största vattendrag som inte utgör landskapsgräns utan verkligen flyter inuti Närke är Svartån. Näst störst är Kvismare kanal.
Närkes största sjö är Vättern, på andra och tredje plats kommer Hjälmaren och Skagern. Dessa tre sjöar ligger dock bara delvis inom Närke, den största sjön som ligger helt inom landskapet är Sottern (29 km²).

## Geologi
Den äldsta berggrunden i Närke tillhör den svekokarelska provinsen eller svecofennium, och bildades för 1,9-1,75 miljarder år sedan. Typiska bergarter från den tiden är omvandlande metamorfa bergarter av vulkaniskt ursprung, så kallade metavulkaniter såsom leptiter, leptitgnejser, och hälleflinta. Andra vanliga bergarter i Närke från svekokarelsk tid är skiffrar och urkalksten. Den svekokarelska berggrunden bildades i en forntida kontinentnära havsmiljö med omfattande vulkanism. Den svekokarelska berggrunden vi ser idag utgör de nederoderade "rötterna" till dessa bergskedjor, och den dåtida markytan uppskattas ligga minst två km över nuvarande nivå. Berggrunden har också för omkring 1,87 miljarder utsatts för en oklar veckning, där en nyare teori säger att denna veckning kan vara resultatet av massivt meteoritnedslag med en kraterbildning på 220 km och där centrum i kraterbildningen låg nära dagens Västerås (Herbert Henkel)[källa behövs]. Det förklarar bland annat den ringformation av malmkroppar och urkalkstenar bl.a. i Närke, Bergslagen, Västmanland, Södermanland och norra Östergötland. Vid denna tid uppstår den så kallade Örebrograniten. Väster om Närke, vid en så kallade subduktionszon, uppstår en bergskedja för omkring 1,6-1,8 miljarder år sedan. Tivedens graniter är resterna av denna bergskedjebildning (orogenes). Vissa spår från den så kallade jotniska tiden (jotnium) för 1,6-1,3 miljarder år finns även här och var, bland annat som röd jotnisk sandsten. För ca en miljard år sedan sker en kontinentalkollision, troligen med paleokontinenten Amazonaskratonen (ungefär våra dagars Venezuela) och nedbrytningen av den bergskedjan i Västergötland bildar den sedimentära formation som kallas "Visingsöserien". Den finns synlig i Närke söder om Askersund, till exempel i Rökneön. När Amazonaskratonen lossnade för cirka 650 miljoner år sedan uppkom den gravsänka som idag utgörs av sjön Vättern. Visingöseriens sedimentära bergarter finns framförallt bevarade i Vätterns gravsänka och dessa bergarters tjocklek uppgår till omkring 1 000 meter.[källa behövs]
Området höjs sedan över havet över en lång geologisk period som kallas vendium, ca 550 - 620 miljoner år sedan, och bildar det så kallade Subkambriska peneplanet, som Närkeslätten idag utgör en nedsänkt del av. För ca 550 miljoner år sedan, i början av kambrium, återkommer havet, nu med mängder av fossiler från den tid då flercelliga djur "plötsligt" uppkommer. I de kambriska sedimenten på Närkeslätten kan man bland annat finna fossil av trilobiter, maskar, brachiopoder, sjöstjärnor m.m. Särskilt fossilrik är den välbevarade gröna skiffern. I slutet av kambrium avsätts också den olje- och uranrika alunskiffer som har brutits bland annat i Kvarntorp 1941-1961 (80 miljoner ton). I epoken ordovicium avsätts ett 50 meter tjockt lager av kalkstenar som innehåller rikligt med ortoceratiter, en slags bläckfisk. Silurtidens skiffrar som har legat överst har eroderats bort. För omkring 250 miljoner år sedan sänks Närkeslätten, troligen på grund av Hercynska orogenesen.
(Faktaunderlaget i detta avsnitt bygger på böckerna ”Trilobiterna i Närke” J.Johansson, Anders Anderberg, ISBN 91-7260-541-3 samt "Geologiska sevärdheter i Örebro län". J. Johansson (egen utgivning) www.sverigesfossilmuseum.se

## Större orter i Närke
- Örebro
- Askersund
- Hallsberg
- Kumla
- Laxå

## Sevärdheter
Örebro slott, vattentornet Svampen, äventyrsbadhuset Gustavsvik, idrottsarenan Behrn Arena, friluftsmuseet Wadköping, Karlslunds herrgård med omgivningar, Nikolaikyrkan, Olaus Petrikyrkan, Bergööska huset i Hallsberg, Riseberga kloster, Garphyttans nationalpark, Tivedens nationalpark, Askersunds landskyrka Bastedalens Kinapark och Stjernsunds slott.

## Organisationer med intresse för Närke
Här förtecknas organisationer med särskilt intresse för Närkes historia, religion och kulturliv.
- Örebro läns museum
- ArkivCentrum Örebro län
- Örebro läns hembygdsförbund
- Örebro Läns Folkmusikförbund
- Folkdansringen i Örebro län
- Lokalhistoriska Sällskapet i Örebro län
- Örebro läns idrottshistoriska sällskap
- Samfundet Örebro stads- och länsbiblioteks vänner
- Strängnäs stiftshistoriska sällskap
- Södermanlands-Nerikes nation